# Barwick-in-Elmet Castle

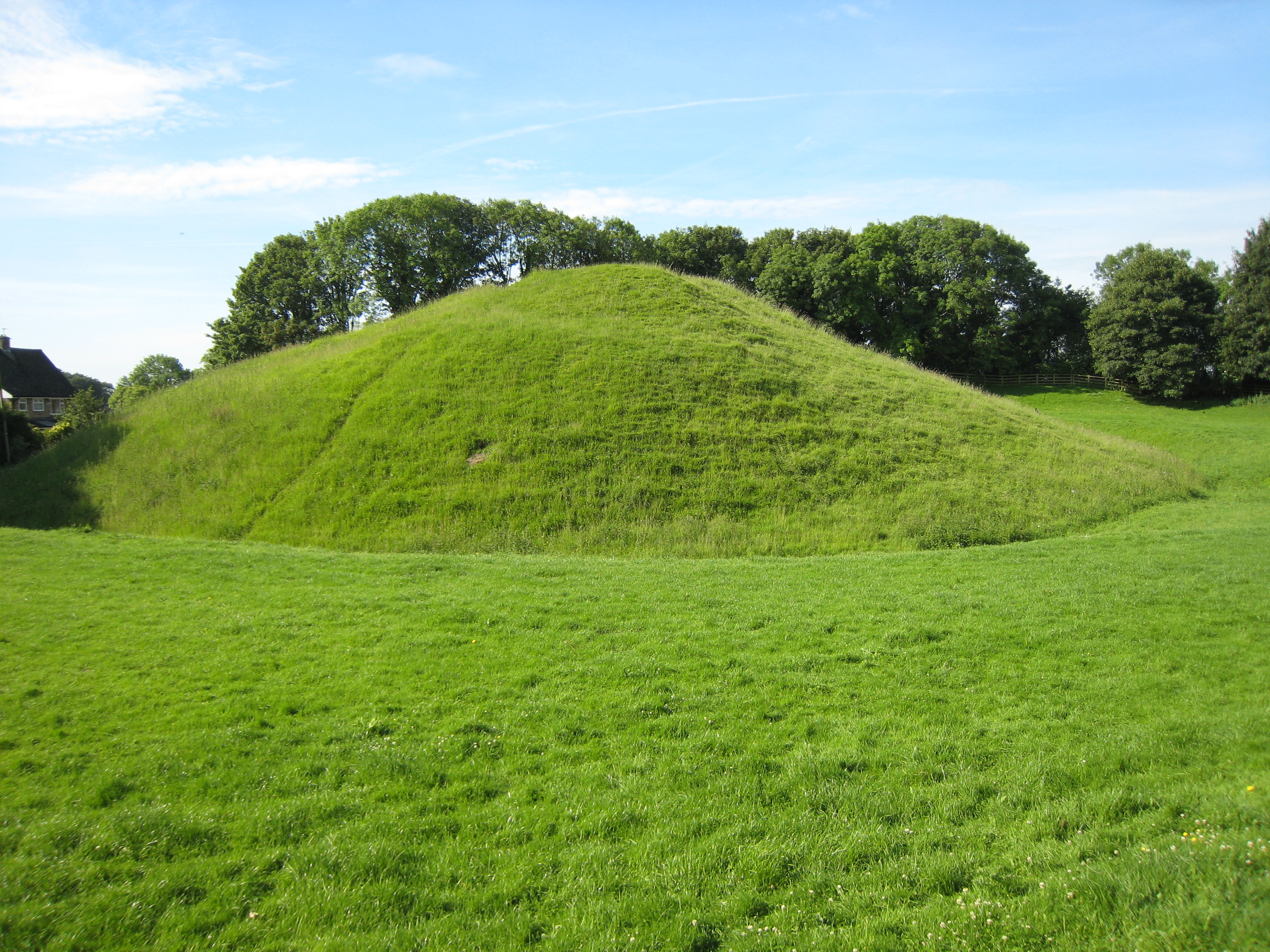
Ehemaliger Standort des Barwick-in-Elmet Castle

Barwick-in-Elmet Castle ist eine abgegangene Burg im Dorf Barwick-in-Elmet östlich von Leeds in der englischen Verwaltungseinheit West Yorkshire.
Ursprünglich stand auf dem Gelände ein eisenzeitliche Wallburg. Der Normanne Ilbert de Lacy ließ am südlichen Ende dieser Wallburg eine Motte errichten. Der heute noch erhaltene Burghügel heißt Hall Tower Hill, die Vorburg östlich davon wurde seither vollständig zerstört und überbaut.